# Aeronave de construção caseira

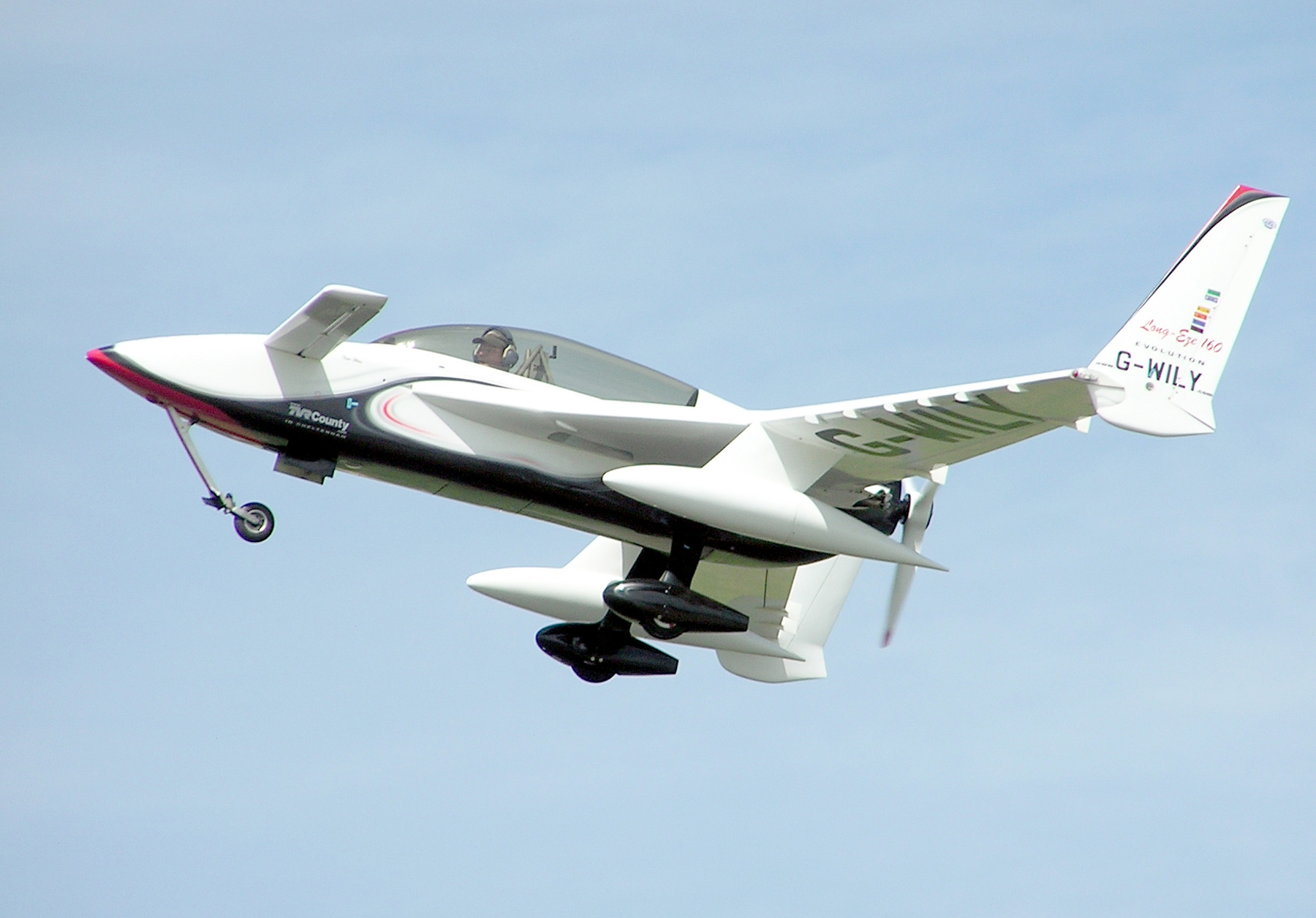
Um avião de construção caseira Rutan Long-EZ.

Diemert Defender

Uma aeronave de construção caseira, também conhecida por aeronave de construção amadora ou aeronave caseira, são aeronaves construídas por pessoas que não têm qualquer tipo de ligação com a aeronáutica e não possuem os meios industriais e científicos para a construção. Este tipo de aeronaves pode ser desenvolvido a partir de esboços em papel, planos pré-concebidos, ou através de kits pré-fabricados.
Para aqueles interessados no assunto, é uma actividade ou um hobbie que consome tempo, dinheiro, esforço e espaço, podendo trazer no fim as regalias de concretização pessoal, prazer ou mesmo até lucro monetário. Dependendo da construção da aeronave, esta pode ou não receber uma licença por parte da Administração Federal de Aviação. Desde o início da história da aviação que as aeronaves de construção caseira se encontram presentes, sendo que a aviação nasceu graças à iniciativa de diversos indivíduos que construíam as suas aeronaves no seu meio privado. Um exemplo deste tipo de indivíduos é os Irmãos Wright.